# ستيغ نيستروم
ستيغ نيستروم (بالسويدية: Stig Nyström)‏ (25 نوفمبر 1919 السويد - 31 يوليو 1983) هو لاعب كرة قدم سويدي سابق كان يلعب كمهاجم.

## مسيرته

### مسيرته مع المنتخبات الوطنية
- 1939 - 1947 لعب مع منتخب السويد لكرة القدم 11 مباراة سجل خلالها 5 أهداف.

## روابط خارجية
- ستيغ نيستروم على موقع اتحاد السويد (السويدية)
- ستيغ نيستروم على موقع قاعدة بيانات كرة القدم.إي يو (الإنجليزية)
- ستيغ نيستروم على موقع ناشيونال فوتبول تيمز (الإنجليزية)
- ستيغ نيستروم على موقع أوليمبيديا (الإنجليزية)
- ستيغ نيستروم على موقع اللجنة الأولمبية السويدية (السويدية)